# ベンタイン駅
ベンタイン駅（ベトナム語：Ga Bến Thành / Ga 𤅶城?）はベトナム社会主義共和国ホーチミン市1区に位置するホーチミン地下鉄の駅である。

## 路線
ホーチミン地下鉄
1号線
2号線（建設中）

## 隣の駅
ホーチミン地下鉄
1号線
ベンタイン駅 - 市民劇場駅
2号線（建設中）
ハムギ駅 - ベンタイン駅 - タオダン駅